# The Desperado (film, 1954)
Pour les articles homonymes, voir The Desperado.
The Desperado est un film américain réalisé par Thomas Carr, sorti en 1954.

## Fiche technique
- Titre : The Desperado
- Réalisation : Thomas Carr
- Scénario : Daniel Mainwaring d'après le roman éponyme de Clifton Adams
- Musique : Raoul Kraushaar
- Production : Vincent M. Fennelly
- Duré du film : 80 minutes
- Film en noir et blanc
- Genre : western
- Date de sortie :
  -  États-Unis 20 juin 1954

## Distribution
- Wayne Morris ; Sam Garrett
- Jimmy Lydon : Tom Cameron
- Beverly Garland : Laurie Bannerman
- Rayford Barnes : Ray Novak
- Dabbs Greer : U.S. Marshal Jim Langley
- Lee Van Cleef : The Crayton Twins, Paul / Buck
- Nestor Paiva : Captain Jake Thornton
- Roy Barcroft : Martin Novack
- John Dierkes : Sergent de police
- Richard Shackleton : Pat Garner
- I. Stanford Jolley : Mr. Garner
- Richard Garland : Trooper
- Florence Lake : Mrs. Cameron